# Павлухин, Яков Георгиевич
Я́ков Гео́ргиевич Павлу́хин (22 апреля 1926, с. Черёмухово Чистопольского кантона — 26 января 2011, Казань) — советский российский врач, хирург, деятель здравоохранения Татарской АССР, Заслуженный врач РСФСР (1967).

## Биография
Родился 22 апреля 1926 года в селе Черёмухово, Чистопольский кантон, Татарская АССР, РСФСР.
С началом Великой Отечественной войны был вынужден оставить учёбу в школе и пойти работать на Чистопольский часовой завод учеником токаря. Через несколько месяцев освоил профессию и работал наравне со взрослыми. Затем учился в фельдшерско-акушерской школе.
В 1944 году поступил в Казанский государственный  медицинский институт на лечебно-профилактический факульте, которое окончил в 1949 году. Получив диплом, начал работать хирургом, затем главным врачом Изгарской участковой больницы Кзыл-Армейского района Татарской АССР.
В 1951 году назначен главным врачом городской больницы в городе Зеленодольск. В 1952 году стал начальником лечебно-профилактического сектора Чистопольского областного отдела здравоохранения. Бывший главный врач детской больницы Евгений Карпухин так сказал о Якове Павлухине:

«Чистополь был тогда областным центром и второй столицей республики. Когда я работал заместителем главного врача Чистопольского района, врачи и жители с гордостью говорили „наш Павлухин“. Не потому, что он стал большим начальником, а потому, что был хорошим руководителем».— https://www.lvkgmu.ru/doxs/pavluhin-yag.html/ Павлухин Яков Георгиевич
С 1953 года работал заведующим городским отделом здравоохранения, одновременно — главным врачом городской больницы города Бугульма.
«Чистополь был тогда областным центром и второй столицей республики. Когда я работал заместителем главного врача Чистопольского района, врачи и жители с гордостью говорили „наш Павлухин“. Не потому, что он стал большим начальником, а потому, что был хорошим руководителем».
Организаторские способности Павлухина, аккуратность и вдумчивость, высокий уровень теоретических знаний и практических навыков не могли остаться незамеченными вышестоящим руководством. С 1961 по 1987 год Павлухин работал на посту заместителя министра здравоохранения Татарской АССР. В 1987 году избран заместителем председателя Республиканского совета ветеранов войны и труда. В 1994 году назначен редактором республиканского медицинско библиотечно-информационного центра Министерства здравоохранения Республики Татарстан.
Является автором трудов по истории медицины Татарстана. Павлухин награждён Орденами Трудового Красного Знамени, «Знак Почёта» и медалями. Удостоен почётного звания Заслуженный врач РСФСР.
Умер 26 января 2011 года в Казани.

## Награды и звания
- Орден Трудового Красного Знамени
- «Орден «Знак Почёта»»
- Медали
- Заслуженный врач РСФСР